# Peleliui hadjárat
A peleliui hadjárat vagy peleliui csata, más néven Stalemate II hadművelet (Holtpont hadművelet) a második világháború csendes-óceáni hadszínterén zajlott az USA és a Japán Birodalom között, 1944. szeptember 15. – 1944. november 25. között. A harc a Palau szigetországhoz tartozó Peleliu szigetén található légibázisért folyt. Az ütközet az amerikai haderő egyik legnagyobb kudarca volt a nagy veszteségek és a megkérdőjelezhető fontosságú katonai tervek miatt. Az amerikai erők alábecsülték a japán védelmet: a négynaposra tervezett hadművelet a japánok helyismerete, a jól kiépített védelmi állások és hihetetlen ellenállásuk miatt csaknem két hónapig tartott.

## Előzmények
Miután az addig sikeresen alkalmazott island hopping („szigetről szigetre ugrás”) stratégiával a szövetséges erők meghódították a Mariana-szigeteket, Chester Nimitz tengernagy és stratégái két új területet vettek célba: a Fülöp-szigetek második legnagyobb és legdélebbre fekvő szigetét Mindanaót és a Karolina-szigetek legnyugatibb szigetcsoportját, a Palau-szigeteket. A Palau-szigetek 800 kilométerre fekszenek a Fülöp-szigetektől és 1600 kilométerre a Karolina-szigeteki Truk atolltól, ahol a szövetséges csapatok 1944. február 17./február 18-án a Hailstone hadművelet során lerombolták a japán támaszpontot. Az amerikaiak ezután a Peleliu-szigeten üzemeltetett japán légibázis megsemmisítését tűzték ki célul.
A csendes-óceáni hadszíntér parancsnoka William F. Halsey tengernagy feleslegesnek tartotta ennek a szigetcsoportnak az elfoglalását, de felettese Nimitz tengernagy más véleményen volt: a szigeteken tartózkodó japán egységeket potenciális veszélynek tartotta a mindanaói és leyte-öbölbéli hadiflotta-támadásoknál. A történtek ismeretében híres történészek Halsey-nek adnak igazat.

## A japán védelem
Peleliu japán közigazgatás alatt állt és a Japán Birodalmi Hadsereg 14. hadosztályának parancsnoka, Inoue Szadao altábornagynak a vezetése alatt álló palaui védelmi övezethez tartozott. A elit csapatként számon tartott 14. japán hadosztályt 1944. áprilisában helyezték át a kínai hadszíntérről; Peleliun egy kb. 11 000 emberből álló helyőrséget állomásoztattak. A védelem magját a 14. hadosztály Nakagava Kunio ezredes irányítása alatt, kb. 5 400 katonából álló, megerősített 2. gyalogsági ezrede és az 53. önálló vegyes alakulat 346. gyalogsági zászlóalja alkotta.
A Salamon-szigeteki, a Gilbert-szigeteki és Mariana-szigeteki veszteségek után a császári haderő egy új (sziget)védelmi stratégiát dolgoztatott ki: az új taktika szerint – amit Nakagava ezredes és Inoue altábornagy is alkalmazott – felhagytak a partok közvetlen védelmével és a vakmerő banzájtámadásokkal. A sziget terepadottságait, az egyenetlen, üreges területeket kihasználva a sziget belső területein rendezkedtek be védelemre, megerősített pozíciókat hoztak létre és a banzájakciók helyett jól megszervezett és jól koordinált ellentámadásokat hajtottak végre. Nakagava csapatainak nagy része a sziget közepén, Peleliu legmagasabb pontján, az Umurbrogol-hegyen ásta be magát, ahonnan jó rálátás nyílt a sziget nagy részére és a döntő fontosságú légibázisra.

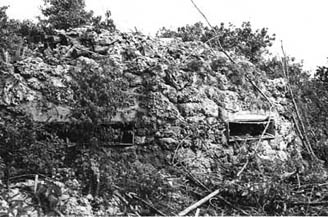
Japán bunkerek Peleliun

Az Umurbrogol-hegy belsejében kb. 500 mészkőbarlang található, amiket alagútrendszer köt össze. (Az alagútrendszer még az első világháború után épült foszfátkitermelés számára.) Az üregeket és barlangokat átépítették, militarizálták: egy hatékony „föld alóli védelmet” építettek ki. Az egyik ilyen bunkerben 1 000 ember is elfért. A barlangok bejáratát japán mérnökök csúsztatható páncélajtókkal, állítható nyílásokkal látták el, ahol lehetőség nyílt tüzérségi felszerelések – 81 és 150 milliméteres mozsárágyúk és számos 20 milliméteres tarackágyú - felállítására és hatékony használatára. Inoue gondoskodott róla, hogy az üregekben mindig legyen elegendő lőszer és élelem a katonák számára.
Inoue a fenyegető inváziót látva embereit egy olyan taktika szerint gyakorlatoztatta, amivel elkerülhető - a korábbi harcok során, más szigeteken már elszenvedett - súlyos emberi veszteség. Abban az esetben, ha katonái nem tudták megakadályozni, hogy az amerikaiak partra szálljanak és egy hídfőt alkossanak, vissza kellett vonulniuk, védelmi állásokat kiépíteniük és gránátvetőjüket megadott célra irányítani. Arra utasította katonáit, hogy amennyiben az ellenség átszakítja a vonalaikat hagyjanak fel a hagyományos öngyilkosság (szeppuku) gyakorlásával, inkább bújjanak el, majd támadják hátba az ellenséget. A civil áldozatokat elkerülendő a lakosságot a szomszédos Koror-szigetre evakuálták.

## Az amerikai csapatok előkészületei
A japánoktól eltérően, akik teljesen új taktikával készültek a csatára, az amerikai invázió terve gyakorlatilag változatlan maradt, nem különbözött az előző csendes-óceáni partraszállásoktól, annak ellenére, hogy a biaki ütközetben az amerikaiaknak súlyos emberi veszteséget és két hónapos késedelmet kellett elviselniük a lövészárkokban beásott és elsáncolt japán védők szívóssága miatt (1944. május 27-június 20; a japánok itt használták először a lesből támadás taktikáját).
A partraszállás helyéül Peleliu délnyugati partjait választották a peleliui légibázis közelsége miatt: az 1. tengerész ezrednek Chesty Puller vezetésével a partszakasz északi részén (White Beach), az 5. tengerészgyalogos ezrednek Harold „Bucky” Harris irányítása mellett középen, a 7.  tengerészgyalogos ezrednek pedig Herman Hannekennel az élen a part déli (Orange Beach) végén kellett partra szállni. A tervek szerint a hadosztály tüzérségi ezredének, a 11. amerikai tengerész ezrednek, a gyalogezredek partot érése után kellett landolnia. Az 1. és a 7. ezred feladata az volt, hogy a sziget belseje felé nyomuljon és fedezze az 5. ezred bal, illetve jobb szárnyát a légibázis elfoglalása során. Az 5. gyalogezred keletre vonulásával ketté vágták volna a szigetet, az 1. ezred északi irányba, az Umurbrogol-hegy felé haladt volna, a 7. ezred pedig a sziget déli csücskét tisztította volna meg. Csupán egyetlen zászlóaljat hagytak hátra tartaléknak.
1944 júliusában a Burrfish nevű tengeralattjáró kb. két hétig Peleliu előtt horgonyzott és periszkópon keresztül felvételeket készített a szigetről. Az amerikai haditengerészet öt úszóból álló speciális egysége (Underwater Demolition Team) észrevétlenül megközelítette a partot és feltérképezte az előtte fekvő sziklazátonyokat, illetve egyéb víz alatti akadályokat. 1944 augusztusában amerikai bombázók támadást indítottak a Palau-szigetek ellen a korábban visszaszerzett Új-Guineából. Ezután a Halsey tengernagy parancsnoksága alatt álló 3. flotta repülőgép-hordozókról indított repülői támadták a szigetet, amit egy három napos bombázás követett Jesse B. Oldendorfs ellentengernagy csatahajóinak, cirkálóinak és rombolóinak közreműködésével. Peleliu teljes felszínét lerombolták, viszont a földalatti építményekben – amiről az amerikaiak nem is tudtak - nem tettek kárt.
Az amerikaiak azt gondolták, hogy a bombázás sikeres volt, valójában azonban a japán védelem szinte teljesen sértetlen maradt. A bombázással csupán a szigeten lévő japán repülőket és a légibázis közelében található épületeket sikerült megsemmisíteni. A japánok megerősített helyeiken maradtak és arra vártak, hogy támadásba lendülhessenek a partra szálló csapatok ellen.
Nimitz szeptember 15-ére tervezte Peleliu lerohanását, egyidőben Mindanao inváziójával. Szeptember 13-án Halsey tengernagy arról tett jelentést, hogy pilótái a légitámadás során csekély ellenállásba ütköztek, ezért azt remélte, hogy Nimitz lefújja a Stalemate II és a mindanaoi támadásokat. De csak Mindanao invázióját halasztotta el meghatározatlan időre.

## Az ütközet

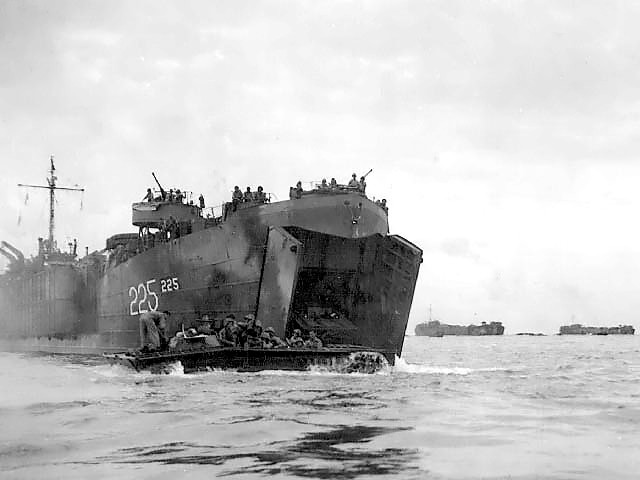
Egy LST (Landing Ship Tank) kétéltű járművet indít Peleliu partjaihoz, 1944. szeptember

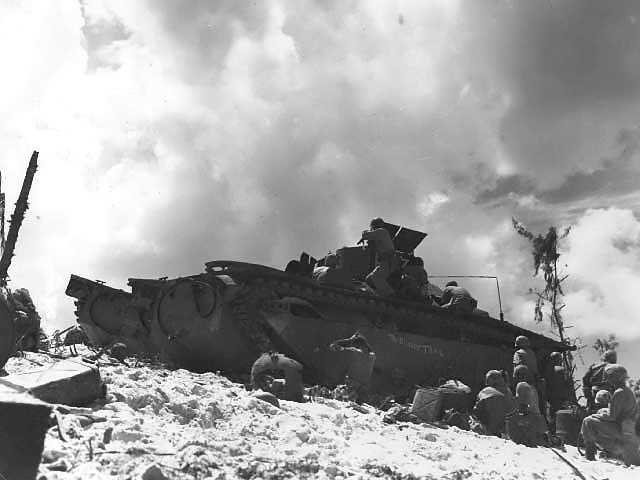
Egy amtrack mögé bújt amerikai katonák, Peleliu

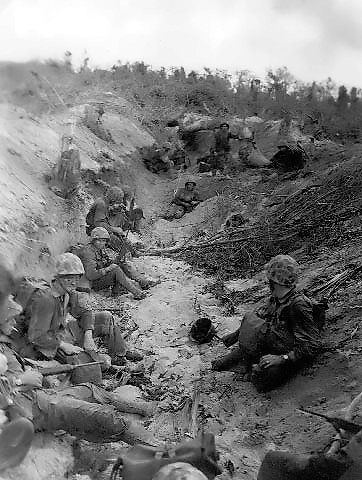
Orange Beach

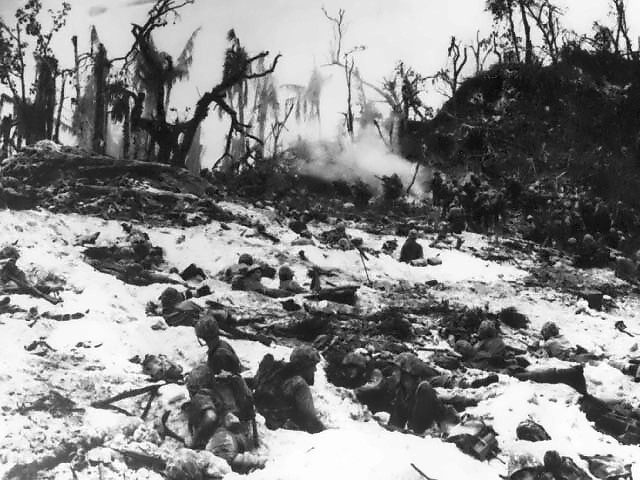
Amerikai tengerészgyalogosok fedezékben, miközben társaik a szomszédos dombon egy japán bunkert robbantanak fel

Az 1. amerikai tengerész hadosztály tervszerűen – 1944. szeptember 15-én – megkezdte a partraszállást. Az amerikaiak magabiztosan és a bombázással okozott károk ismeretében a biztos győzelem tudatában közeledtek kétéltű járműveikkel (amtrack = amphibious tractor) a parthoz. De amikor az amtrackok elérték a több száz méterrel a part előtt lévő korallszirteket, a japán tüzérségi ütegek tüzet nyitottak rájuk. A támadó front középpontjában a Harold D. Harris ezredes vezetése alatt álló 5. ezred nagyobb károk nélkül partra szállt, de északon az 1. ezred nagy veszteségeket szenvedett, mivel a japánok egy sziklaszirt mögül lőttek rájuk. A partszakasz déli végén Herman H. Hanneken ezredesnek a 7. ezred katonáit egy szűk, aknáktól és egyéb akadályoktól veszélyes átjárón kellett átvezetnie, így a japán lövészek pontosan tudtak célozni a partra szálló amerikai hajókra.
Amikor az 5. és a 7. tengerészgyalogos ezred elérte a partot a japán csapatok visszavonultak a sziget belseje felé és felkészültek egy ellentámadásra. Az 5. ezred a tűzszünetet kihasználva elfoglalta a légibázis déli részét. Délen a 7. ezrednél nagy kavarodás keletkezett, mert kétéltű járműveikkel koordinálatlanul, nem az előre megtervezett helyeken tudtak csak landolni. Északon az 1. ezred harcba keveredett. Partraszállásnál a japánok szinte az összes parancs-amtrackot elsüllyesztették, ezért Lewis B. „Chesty“ Puller ezredesnek semmilyen lehetősége nem maradt, hogy rádión erősítést kérjen. Az ezred katonái jól szervezett ellenséges egységekkel találták szemben magukat.
Egy többórás, súlyos amerikai veszteségekkel járó küzdelemben Puller ezrede megszüntette a japánok bal oldali állásait. Válaszul a japán haderő 13 könnyű harckocsival, a gyalogsági egység kíséretében ellentámadást indított az amerikai tengerészgyalogosok ellen. Az amerikaiaknak 12 M4 Sherman harckocsi mobilizálásával és a légierő támogatásával sikerült kiiktatnia az ellenfelet. Mivel a japánok csak gyengén páncélozott harckocsikkal rendelkeztek a japán csapatoknak vissza kellett vonulniuk.
A katonai akció első napjának végét az amerikaiak nem sok eredménnyel zárták: tudták ugyan tartani a part menti 3 kilométeres szakaszt, de csak délen tudtak kb. 1 mérföldet a sziget belseje felé nyomulni. Ezen kívül a nap végén kb. 200 halott és 900 sebesült került a veszteséglistára. Rupertus, nem ismerve az ellenség új taktikáját, azt gondolta, hogy a japán hadsereg - miután külső védelmi vonaluk megtört - gyorsan összeomlik.
A japán erők egész éjszaka, a következő nap reggeléig aknavetőikkel lőtték az 1. gyalogezredet, de később az amerikai tengerészgyalogosok szárazföldi támadással válaszoltak. Közben a japán egységek a leszállópályáról a keleti part felé vonultak, így csapataik két részre oszlottak. Az amerikaiak számára a kifutópálya használhatatlan volt, mert a japán tüzérség a közeli Umurbrogol-hegyről minden felszálló illetve landoló repülőgépet tűz alá tudott venni.
Miközben az 5. és a 7. tengerészgyalogos ezred a kifutópálya közelében a japán egységekkel harcolt, az 1. ezred az Umurbrogol-hegyben lévő japán állásokat kezdte kifürkészni. Az amerikai tengerészgyalogosok Puller vezetésével szeptember 17-én érték el a hegység lábát és kezdték meg az egyenetlen, sűrű vegetációval benőtt, számos hegyhát megmászását. A hegytető felé haladva bazookáikkal (páncéltörő rakéta), tüzérségi fegyvereikkel és vadászrepülőgépeikkel lerombolták a barlangokban lévő japán állásokat, de ugyanakkor súlyos veszteségekkel kellett számolniuk: az invázió harmadik napján az 1. ezred katonáinak kb. 50 százaléka hunyt el vagy sebesült meg. A trópusi meleg, a vízhiány és a sebesültek lassú visszaszállítása tovább növelte a veszteségeket. Ezen a napon lelte halálát az amerikai tengerészgyalogságot kísérő ausztrál fényképész, Damien Parer is.
Szeptember 18-án a japánok az Umurbrogol-hegyen ellentámadásba lendültek, amely során visszaszereztek egy, az előző nap elfoglalt hegygerincet és ezzel megállították az amerikaiak előre-, illetve felfelé haladását. Az 1. ezred további két napig próbálkozott a hegy megmászásával, de egységei jelentősen megtizedelődtek. 1700 fő vált harcképtelenné az amerikaiak által Bloody Nose Ridge-nek (vérző orr) nevezett hegygerincen. Az 1. ezred erősítést kapott ugyan a 7. ezredtől, de a hegy meghódítása során patthelyzet alakult ki: a 2. japán gyalogezred harci állományának kétharmadát veszítette el.
Az összeomlott 1.tengerészgyalogos ezred megsegítésére szeptember 23-án érkezett meg a hadsereg 81. amerikai gyalogos hadosztályának 321. gyalogezrede. A hadosztály korábban a szomszédos Angaur-szigeten 13 nap alatt megtörte a japán ellenállást. A japánok két részben küldtek erősítést a szomszéd szigetről, de nagy részüket az amerikaiak lefülelték és már a tengeren megsemmisítették őket.
Szeptember 25-én az 5. tengerészgyalogos ezred az Umurbrogol-hegy nyugati oldalára lopakodott és nagyobb probléma nélkül elfoglalta Peleliu északi részét. Az egység ezután a hegy északi oldalán kezdett felfelé kapaszkodni, miközben az amerikai sereg nyugatról, a 7. tengerész gyalogezred pedig délről támadta a japán egységeket. A három amerikai ezrednek lassanként sikerült átverekednie magát a japán állásokon, a megmaradt japán egységeket pedig a hegycsúcsra szorították. A hegytetőt hol az egyik, hol a másik fél szerezte meg, majd elveszítette, miközben az amerikai katonák felrobbantották vagy lángszórókkal kifüstölték a japánok álcázott bunkereit.
Október végén Nakagava ezredesnek a könnyű sérülteket is beleszámolva csupán 500 harcképes katona állt rendelkezésére. Az 5.és 7. tengerészgyalogságnak már csak a fele tudott harcolni, ezért a William H. Rupertus parancsnoksága alatt lévő 1. amerikai tengerészhadosztályt véglegesen leváltotta Paul J. Mueller tábornok 81. gyalogsági hadosztálya. Mueller jól átgondolt támadásokat tervezett és mindig a veszteségek minimalizálására törekedett; tüzérségi fegyvereket, gránátvetőket és napalmbombát használt, hogy a megmaradt japán állásokat szabaddá tegye a gyalogság számára; páncélozott buldózereket alkalmazott, hogy elegyengesse az utat a harckocsiknak; felderítőkkel hosszú benzincsöveket rakatott le, és a megjelölt ellenállási pontokat tankokkal, valamint lángszóróval felszerelt páncélosokkal semmisítették meg, lassan égetve fel maguk előtt a dzsungelt.
November 18-án a japán egységek összlétszáma 150-re csökkent, november 24-én már csak 50 harcképes és 70 súlyos, illetve könnyű sebesült katona tartotta a frontot. Nem voltak fegyvereik, elfogyott a lőszer, a kézigránátok és az élelmiszerkészletek. Egy utolsó rádiójelentés után Nakagava és emberei elégették az ezred zászlóját és titkos irataikat, ezt követően pedig öngyilkosságot követtek el. 18 órakor Nemoto ezredes életben maradt 56 emberével egy utolsó banzájtámadásba kezdett. A támadás után a szervezett ellenállás megszűnt, így 1944. november 25-én a harcot befejezetté nyilvánították. Még hónapokkal később is elfogtak a szigeten szétszóródottan élő japán katonákat; mintegy 80 fős egység kisebb csoportokban a sziget nyugati részén még két és fél évvel később is gerillaharcot folytatott az amerikai csapatok ellen. Az utolsó 34 életben maradt ember 1947. április 21-én adta meg magát a Japán Birodalmi Hadsereg egykori altábornagyának felhívására.

## Fordítás
- Ez a szócikk részben vagy egészben a Schlacht um Peleliu című német Wikipédia-szócikk fordításán alapul.  Az eredeti cikk szerkesztőit annak laptörténete sorolja fel. Ez a jelzés csupán a megfogalmazás eredetét és a szerzői jogokat jelzi, nem szolgál a cikkben szereplő információk forrásmegjelöléseként.